# Gotthold Salomon

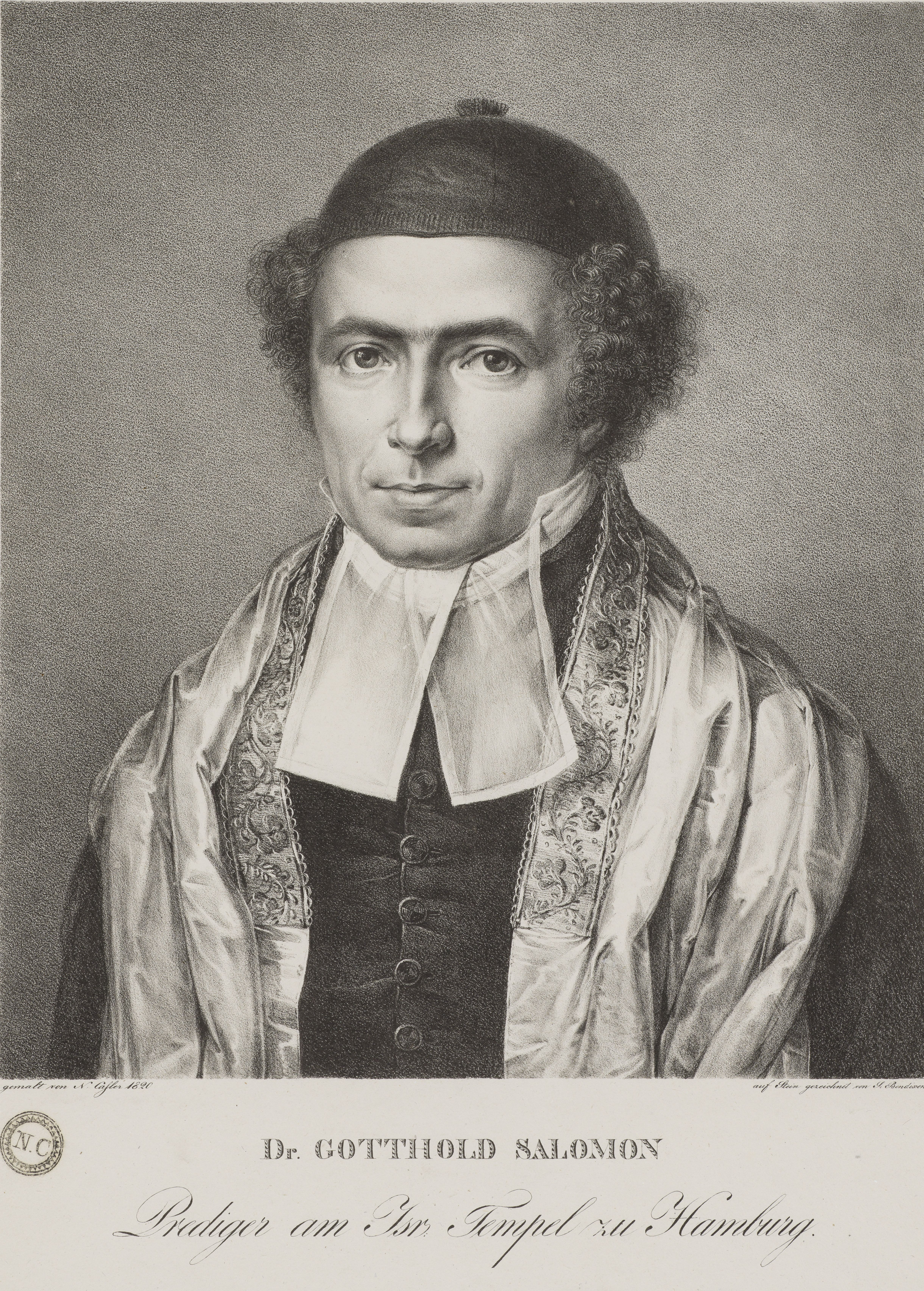
Gotthold Salomon, Lithografie von Siegfried Detlev Bendixen

Gotthold Salomon hebräisch שלמה זלמן בן ליפמן הלוי, Schlomo Salman ben Lippmann haLewi;  (geb. am 1. November 1784 in Sandersleben (Anhalt); gest. am 17. November 1862 in Hamburg; Pseudonym Gustav Salberg) war ein deutscher Prediger, Pädagoge, Politiker und Bibelübersetzer.

## Leben
Salomon war ein Schüler von Joseph Wolf (1762–1826) in Dessau. 1802 wurde er Lehrer an der „Franzschule für Hebräische und Deutsche Sprache“ (Herzogliche Franzschule), an der auch David Fränkel lehrte. Ab 1806 war er Herausgeber der Zeitschrift Sulamith. 1817 erschien das mit Wolf gemeinsam geschriebene Buch Der Charakter des Judenthums, eine Antwort auf judenfeindliche Schriften. 1818 wurde Salomon Prediger am Hamburger Tempel, eine der ersten Reformsynagogen, in dem er Predigten in deutscher Sprache hielt. Seine Reformen führten zum Hamburger Tempelstreit.

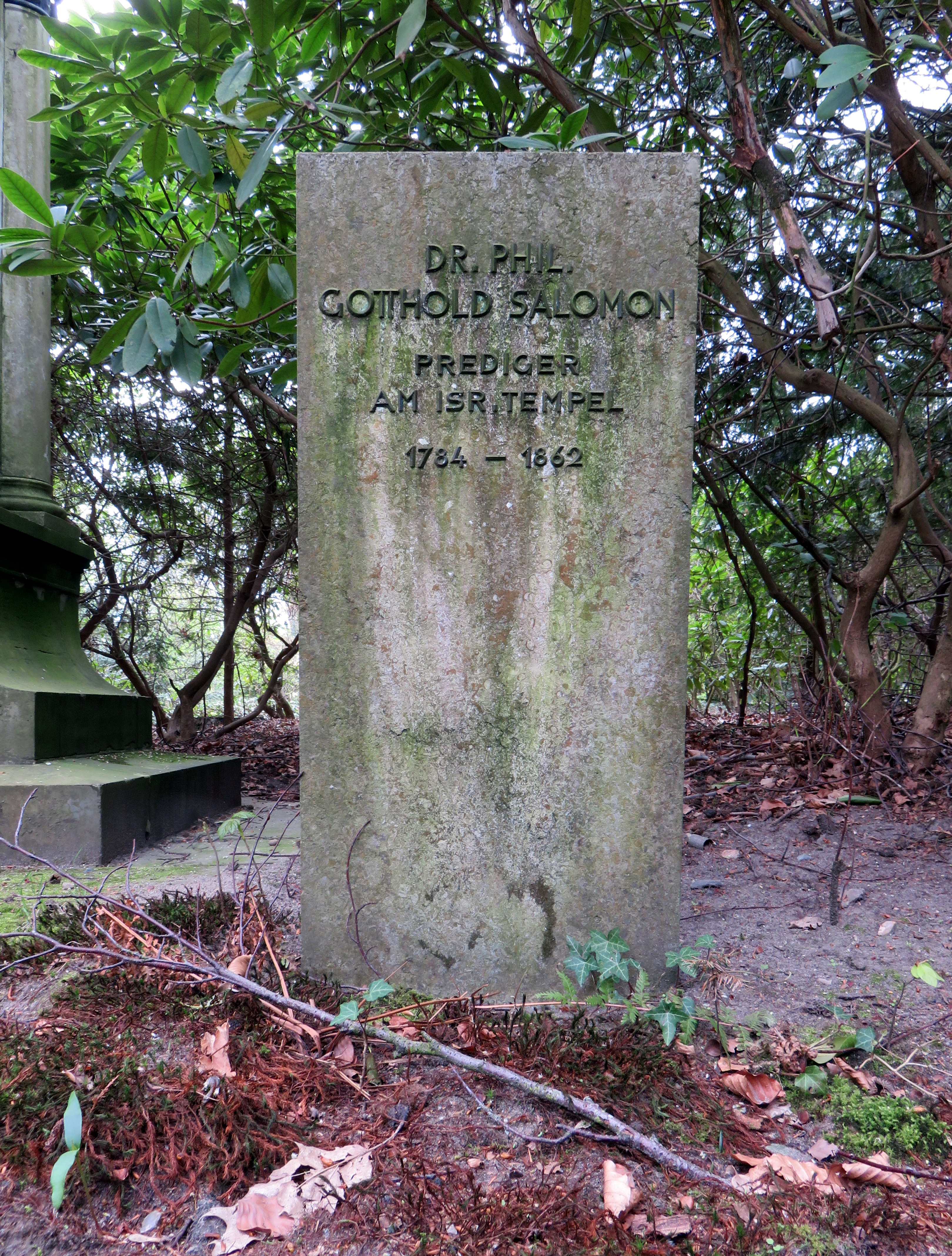
Gedenkstein Dr. phil. Gotthold Salomon, Prediger am isr. Tempel, Jüdischer Friedhof Ilandkoppel

Salomon beschäftigte sich mit den Predigten zeitgenössischer christlicher Prediger, was seine eigene Darlegungsweise beeinflusste. Als einer der eloquentesten jüdischen Prediger des 19. Jahrhunderts hielt er Vorträge in London, Frankfurt, Wien und Prag, beteiligte sich in den 1840er Jahren an Rabbinerkonferenzen in Braunschweig, Breslau, Frankfurt am Main und Leipzig. Er kämpfte für die Judenemanzipation und schrieb eine Streitschrift gegen Bruno Bauer.
1837 gab er nach Salomon Jacob Cohen die zweite jüdische Bibelübersetzung in deutscher Schrift heraus, die Deutsche Volks- und Schulbibel für Israeliten, wobei ihm die Mitarbeit Isaak Noah Mannheimers und finanzielle Unterstützung von Salomon Heine zugutekamen.
Salomon eröffnete 1844 den Neuen Israelitischen Tempel in der Poolstraße, wo er noch bis 1858 tätig war. Er war Mitglied der Freimaurerloge Zur aufgehenden Morgenröthe in Frankfurt am Main und Ehrenmitglied der Loge Zum silbernen Einhorn in Nienburg sowie Mitglied im Verein für Cultur und Wissenschaft der Juden.
1848 wurde Salomon als Mitglied des Liberalen Wahlvereins in die verfassunggebende Versammlung („Hamburger Konstituante“) in Hamburg gewählt.
In der Ehrenanlage im Bereich „Grindelfriedhof“ auf dem Jüdischen Friedhof Ohlsdorf (Ilandkoppel) wird mit einem Gedenkstein an Gotthold Salomon erinnert.

## Werke
- Festpredigten für alle Feyertage des Herrn. Hamburg 1829.
- Denkmal der Erinnerung an Moses Mendelssohn zu dessen erster Säcularfeier im September 1829. 1829.
- Anton Theodor Hartmanns neueste Schrift „Grundsätze des orthodoxen Judentums“ in ihrem wahren Licht dargestellt. Altona 1835.
- Briefe an Herrn Anton Theodor Hartmann über die von demselben aufgeworfene Frage: Darf eine völlige Gleichstellung in staatsbürgerlichen Rechten sämmtlichen Juden schon jetzt bewilligt werden? Altona 1835.
- Thora, Nebiim, Ketubim oder deutsche Volks und Schulbibel für Israeliten. Altona 1837.
- Das neue Gebetbuch und seine Verketzerung. Hamburg, 1841.
- Bruno Bauer und seine gehaltlose Kritik über die Judenfrage. Hamburg 1843.
- Die Rabbiner-Versammlung und ihre Tendenz: Eine Beleuchtung für ihre Freunde und Feinde. Hamburg 1845.
- Stimmen aus Osten. Eine Sammlung Reden und Betrachtungen maurerischen Inhalts. Manuscript für Brüder. Hamburg 1845.
- Festpredigten für alle Feiertage des Herrn gehalten im neuen israelitischen Tempel zu Hamburg. Hamburg 1855.